# Шеулія-де-Муреш
Шеулія-де-Муреш (рум. Șeulia de Mureș) — село у повіті Муреш в Румунії. Входить до складу комуни Кучердя.
Село розташоване на відстані 263 км на північний захід від Бухареста, 28 км на південний захід від Тиргу-Муреша, 63 км на південний схід від Клуж-Напоки, 135 км на північний захід від Брашова.

## Населення
За даними перепису населення 2002 року у селі проживала 671 особа.
Національний склад населення села:
| Національність | Кількість осіб | Відсоток |
| -------------- | -------------- | -------- |
| румуни         | 654            | 97,5%    |
| цигани         | 11             | 1,6%     |
| угорці         | 6              | 0,9%     |

Рідною мовою назвали:
| Мова      | Кількість осіб | Відсоток |
| --------- | -------------- | -------- |
| румунська | 665            | 99,1%    |
| угорська  | 6              | 0,9%     |